# جودی آلبر
 جودی آلبر (انگلیسی: Jodi Albert؛ زادهٔ ۲۲ ژوئیهٔ ۱۹۸۳) یک هنرپیشه اهل بریتانیا است. وی از سال ۱۹۹۸ میلادی تاکنون مشغول فعالیت بوده‌است.